# Tòa án binh
Tòa án quân sự hoặc tòa án thiết quân luật là một tòa án mang tính quân sự hoặc một phiên tòa được tiến hành tại một tòa án như vậy. Tòa án quân sự được trao quyền để xác định tội danh của các thành viên của lực lượng vũ trang phải tuân theo luật quân sự, và, nếu bị cáo bị tuyên có tội, sẽ quyết định hình phạt. Ngoài ra, tòa án quân sự có thể được sử dụng để xét xử các tù nhân chiến tranh vì tội ác chiến tranh. Công ước Geneva yêu cầu các tù nhân tù binh đang bị xét xử vì tội ác chiến tranh phải tuân theo các thủ tục tương tự như đối với lực lượng quân đội đang nắm giữ. Cuối cùng, tòa án quân sự có thể được triệu tập vì các mục đích khác, chẳng hạn như xử lý các vi phạm thiết quân luật, và có thể liên quan đến các bị cáo dân sự.
Hầu hết các lực lượng hải quân đều có một phiên tòa tiêu chuẩn được triệu tập bất cứ khi nào một con tàu bị mất; điều này không cho rằng thuyền trưởng bị nghi ngờ có hành vi sai trái, mà chỉ đơn thuần là các tình huống xung quanh việc mất tàu cần được đưa vào hồ sơ chính thức. Hầu hết các lực lượng quân đội duy trì một hệ thống tư pháp xét xử các bị cáo vi phạm kỷ luật quân đội. Một số quốc gia như Pháp không có tòa án thiết quân luật trong thời bình và thay vào đó sử dụng tòa án dân sự.

## Thành phần
Thông thường, tòa án có hình thức xét xử với chủ tọa phiên tòa, công tố viên và luật sư bào chữa (tất cả các luật sư được đào tạo cũng như các sĩ quan). Hình thức chính xác khác nhau giữa các quốc gia và cũng có thể phụ thuộc vào mức độ nghiêm trọng của cáo buộc.

## Quyền hạn
Tòa án quân sự có thẩm quyền xét xử nhiều loại tội phạm quân sự, nhiều tội danh gần giống với tội phạm dân sự như gian lận, trộm cắp hoặc khai man. Những người khác, như hèn nhát, đào ngũ, và không phối hợp, hoàn toàn là tội ác quân sự. Các hành vi vi phạm quân sự được định nghĩa trong Đạo luật Lực lượng Vũ trang 2006 dành cho các thành viên của Quân đội Anh. Các quy định cho Quân đội Canada được tìm thấy trong Quy định và Lệnh của Nữ hoàng cũng như Đạo luật Quốc phòng. Đối với các thành viên của Lực lượng Vũ trang Hoa Kỳ, các hành vi phạm tội được điều chỉnh theo Bộ luật Thống nhất về Tư pháp Quân sự (UCMJ). Những hành vi vi phạm này, cũng như các hình phạt tương ứng và hướng dẫn về cách tiến hành một phiên tòa thiết quân, được giải thích chi tiết dựa trên từng quốc gia và/hoặc dịch vụ.